# Allotrichoma sudanicum
Allotrichoma sudanicum är en tvåvingeart som beskrevs av Canzoneri 1987. Allotrichoma sudanicum ingår i släktet Allotrichoma och familjen vattenflugor.
Artens utbredningsområde är Sudan. Inga underarter finns listade i Catalogue of Life.